# Amanda Ilestedt
Amanda Ilestedt (født 17. januar 1998) er en kvindelig svensk fodboldspiller, der spiller midtbane/forsvar for den engelske Women’s Super League klubben Arsenal og Sveriges kvindefodboldlandshold. Hun har tidligere spillet for bl.a. franske Paris Saint-Germain Féminine i Division 1 Féminine, FC Rosengård, Vittsjö GIK, Turbine Potsdam og Bayern München.
Hun fik sin officielle debut på det svenske landshold i 4. juli 2013 i en 4-1-sejr over England. Hun har deltaget ved to VM-slutrunder, i 2015 i Canada og 2015 i Canada og 2019 i Frankrig. Hun blev også udtaget til landstræner Peter Gerhardssons officielle trup mod EM i fodbold for kvinder 2022 i England.
Ilestedt var desuden med til at vinde olympiske sølvmedaljer med det svenske landshold ved Sommer-OL 2020.